# Ebenezer Kinnersley
Ebenezer Kinnersley (* 30. November 1711 in Gloucester; † 4. Juli 1778 in Philadelphia) war ein aus England stammender Forscher und Professor, der zusammen mit Benjamin Franklin die Elektrizität und die Möglichkeiten des Schutzes vor Blitzen erforschte, ein elektrisches Thermometer erfand und die aktuellen wissenschaftlichen Erkenntnisse der Zeit auf zahlreichen Vorträgen propagierte.

## Leben und Werk

### Herkunft
Kinnersley wurde als Sohn der Sarah Turner und des William Kinnersley in Gloucester in England geboren. Im Jahre 1714, als Kinnersley drei Jahre alt war, emigrierte die Familie nach Nordamerika in die englischen Kolonien. Sein Vater wurde Hilfsgeistlicher an der Pennepeck Baptist Church in Lower Dublin nahe Philadelphia. Über die Ausbildung von Kinnersley existieren keine Aufzeichnungen. Bekannt ist hingegen, dass Kinnersley 1739 nach Philadelphia zog und Sarah Duffield heiratete. Kinnersley arbeitete in Philadelphia als Ladenbesitzer und predigte gelegentlich in der Philadelphia Baptist Church.

### Streiter der Aufklärung
Während des Höhepunktes der religiösen Erweckungsbewegung in Philadelphia, die durch George Whitefield und andere Prediger im Jahre 1740 ausgelöst wurde, fühlte sich Kinnersley von deren emotionalem Stil abgestoßen und publizierte Schriften gegen diese „abscheulichen Tiraden“. Daraufhin wurde er von seiner Kirchengemeinde angeklagt und verurteilt. Sein Freund Benjamin Franklin hatte ursprünglich seine ersten Antwortschriften veröffentlicht, zog sich aber zurück, als der Streit eskalierte. Seine Überzeugungen von Aufklärung, Wissenschaftlichkeit und sein Glaube an rational begründbare Religion und an einen Gott, der die Natur nach logischen Gesichtspunkten geschaffen hatte, brachten ihn in Widerspruch zur Erweckungsbewegung.

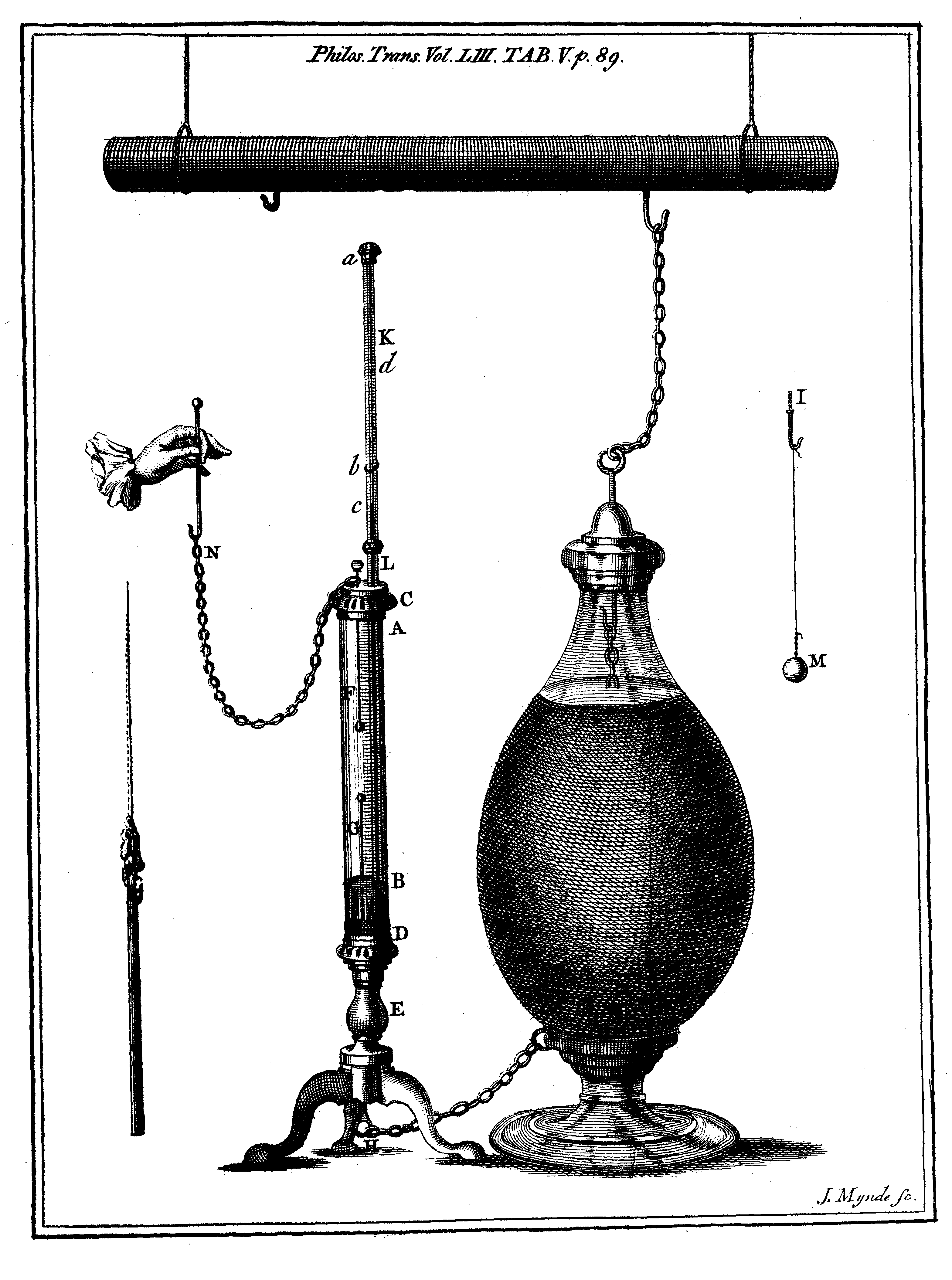
Electrical air thermometer (elektrisches Luftthermometer), aus einem 1761 verfassten Brief an Franklin, abgedruckt in den Philosophical Transactions, 1763

### Naturwissenschaftler
Seit 1747 arbeitete Kinnersley eng mit Franklin bei dessen Experimenten zur Erforschung der Elektrizität zusammen. 1748 demonstrierte Kinnersley, dass elektrischer Strom durch Wasser fließen kann. Hierfür verwendete er eine 10 Fuß lange Rinne, die mit Wasser gefüllt war. Auf Franklins Anregung hin begab sich Kinnersley ab 1749 auf eine Vortragsreise über Elektrizität durch die südlichen Kolonien. 1751 folgten Vortragsreisen über das „Neuentdeckte elektrische Feuer“ nach New York, Boston und Newport. Auf diesen Reisen berichtete er auch über die Effektivität des Blitzableiters bei der Verhinderung von Schäden durch Blitzschlag. Außerdem wandte er sich dabei gegen die verschiedenen religiösen Vorurteile gegenüber dem Blitzableiter.

### Professor
Nach der Rückkehr von einer Reise in die Karibik wurde er 1753 von Benjamin Franklin als neuer Rektor der English School in der Philadelphia Academy, dem Vorgänger der Universität von Philadelphia, vorgeschlagen. Nach der Gründung der Universität im Jahre 1755 wurde er Professor für Englische Sprache. 1772 beendete Kinnersley auf Grund seiner schlechten Gesundheit seine Universitätskarriere als beliebter Professor.
In seinen letzten Lebensjahren arbeitete Kinnersley wiederum auf dem Gebiet der Elektrizität und wurde zum Mitglied der American Philosophical Society gewählt. Seine größte wissenschaftliche Leistung war die Entwicklung eines elektrischen Luftthermometers, mit dem er beweisen konnte, dass elektrischer Strom besser bei höheren Temperaturen geleitet wird. Sein großes Verdienst besteht in seiner Arbeit auf dem Gebiet der Popularisierung von wissenschaftlichen Erkenntnissen. Kinnersley starb am 4. Juli 1778 in Philadelphia.